# 市民防災研究所
公益財団法人市民防災研究所（しみんぼうさいけんきゅうしょ、Shimin Bosai Kenkyujo、略称SBK）は、内閣府認定の公益財団法人。

## 沿革
町工場の経営者であった籏野次郎が関東大震災で被災したことから、再び大災害の惨事を繰り返さぬよう工場の経営を長男の秀雄に任せて、自身は1974年（昭和47年）に避難研究所を設立したことをもって前身とする。その後、1981年（昭和56年）4月に財団法人市民防災研究所として改組され、多くの消防防災関係者の協力を得ながら、市民の立場から発想する地震、火災、水害等の安全対策について普及活動を展開。2012年（平成24年）3月に内閣府より公益法人の認定を受け、公益財団法人市民防災研究所となった。講演活動のほか、行政機関の防災情報等への寄稿等も行っている。

## 発起人
発起人は下記の通り。肩書きは当時のもの。
- 味岡健二　前東京消防庁総監
- 大川鶴二　元東京消防庁総監
- 川島四郎　食糧産業研究所所長
- 菊竹清訓　菊竹清訓建築設計事務所所長
- 菅原進一　東京大学工学部助教授
- 高山英華　東京大学名誉教授
- 中田金市　東京都火災予防審議会会長
- 難波桂芳　東京大学名誉教授
- 籏野次郎　避難研究所所長
- 村上處直　防災都市計画研究所所長
- 柳田邦男　NHK解説委員

### インターネット資料
- 市民防災研究所ウェブサイト「市民防災研究所のあゆみ」
- 市民防災研究所ウェブサイト「なりたちと趣旨」
- 株式会社リブセンスウェブサイト「転職会議-公益社団法人市民防災研究所」
- 内閣府ウェブサイト「公益法人の活動紹介～公益財団法人市民防災研究所～ (PDF) 」
- 内閣府ウェブサイト「平成20年度 広報ぼうさい」